# Bolax hirtula
Bolax hirtula är en skalbaggsart som beskrevs av Hermann Burmeister 1844. Bolax hirtula ingår i släktet Bolax och familjen Rutelidae. Inga underarter finns listade.